# NGC 2824
NGC 2824 este o galaxie activă situată în constelația Racul. A fost descoperită în 1864 de către Heinrich Louis d'Arrest. Se află la o distanță de 40,7 de megaparseci de Pământ.